# 미유키 사나에
미유키 사나에(일본어: 深雪 さなえ, 1959년 4월 2일 ~ )는 일본의 여자 성우다. 본명은 무로이 미유키(일본어: 室井深雪). 도쿄배우생활협동조합 소속. 

## 출연작
- 유유백서 - 보탄